# Tania Russof
Tania Russof (in russo Таня Русова?, Tanija Rusova; in lettone Taņa Rusova; Riga, 7 giugno 1974) è un'ex attrice pornografica lettone.

## Biografia
Ha esordito nel mondo del cinema per adulti durante il 1994 . Nel 1998 ha vinto il premio come miglior attrice al Venus Awards di Berlino, ed è stata Penthouse Pet del mese di settembre 1996 e Pet of the Year runner-up nel 1999. 
Si è ritirata nel 2000.

## Filmografia
- Private Video Magazine 17 (1994)
- Gigolo 1 (1995)
- Gigolo 2 (1995)
- Hotsex 5: Cannes Connection 2 (1995)
- Rumpman Goes To Cannes (1995)
- Triple X 1 (1995)
- Triple X 2 (1995)
- Triple X 4 (1995)
- Pyramid 1 (1996)
- Pyramid 2 (1996)
- Pyramid 3 (1996)
- Triple X 11 (1996)
- Triple X 12 (1996)
- Triple X 15 (1996)
- Triple X 17 (1996)
- Triple X 20 (1996)
- Triple X 21 (1996)
- Triple X 9 (1996)
- Maxed Out 6 (1997)
- Private Triple X Files 1: Nicole and Margot (1997)
- Tatiana 1 (1997)
- Triple X 25 (1997)
- Private Castings X 10 (1998)
- Private Castings X 12 (1998)
- Private Castings X 14 (1998)
- Private Triple X Files 8: Dungeon (1998)
- Tatiana 2 (1998)
- Tatiana 3 (1998)
- Cumshot De Luxe 1 (1999)
- Private Castings X 15 (1999)
- Private XXX 5 (1999)
- Private XXX 7 (1999)
- Tania Russof, The Story 1 (1999)
- Tania Russof, The Story 2 (1999)
- Private Castings X 24 (2000)
- Private XXX 12: Sex, Lust And Video-tapes (2000)
- Private Castings X 29 (2001)
- Private Castings X 33 (2001)
- Private Castings X 34 (2002)
- Private Castings X 37 (2002)
- Private Castings X 41 (2002)
- Private Castings X 44 (2003)
- Adventures of Pierre Woodman 1: Life of Porn (2004)
- Private: Best of the Best, 1997-2002 (2004)
- Adventures of Pierre Woodman 3: Coming of Age (2005)
- Adventures of Pierre Woodman 7: Muses (2005)